# Варнава Катерина Володимирівна
Катерина Володимирівна Варнава (9 грудня 1984 року, Москва) — російська телеведуча, кіноактриса, учасниця і хореограф шоу «Comedy Woman». Раніше — учасниця команд КВК «Збірна малих народів» і «Свої секрети». Ведуча програми «НТВ зранку» на НТВ з 27 серпня по 10 вересня 2012 року. Також була однією з ведучих програми «Битва хорів» на каналі «Росія-1». З 2014 по 2017 рік була співведучою шоу «Хто зверху?» на українському «Новому каналі».

## Біографія
Народилася 9 грудня 1984 року в Москві. 
Майже відразу її сім'я переїхала до Німеччини, куди її батько-військовий був відряджений по службі. Перші сім років дівчинки пройшли за кордоном, вона росла в оточенні своїх старших братів Ігоря і Олексія. Коли ж в 1991 році Варнава повернулася до Москви і пішла в школу, то несподівано стала вигнанкою. Причиною стали закордонні наряди і яскраві іграшки маленької школярки: в СРСР була епоха дефіциту, і однокласники вирішили, що Катя хизується. Катерина з величезними труднощами зуміла все-таки влитися в колектив, сьогодні вона згадує цей період зі змішаними почуттями. З одного боку, їй довелося відточувати свій гумор, що в результаті знадобилося артистці для успішної кар'єри, з іншого ж, все це далося їй дуже непросто.
Із самих ранніх років дівчинка займалася бальними танцями. Вона була закохана в цей вид спорту, а впевнені успіхи свідчили про те, що Варнаву чекає блискуче танцювальне майбутнє. Однак, очікуванням не судилося збутися: спочатку дівчинка стрімко обігнала в зростанні всіх своїх партнерів, а потім, коли питання з відповідним напарником нарешті вирішилося, чотирнадцятирічна Катя на тренуванні отримала серйозну травму. Від падіння відбулося зміщення хребців, і про великий спорт можна було вже забути. Артистка важко переживала цей удар, і, як тепер сама зізнається, не може дивитися на змагання з бального танцю, де тепер виступають лише її друзі.
Але тяга до мистецтва і творчого самовираження була занадто сильна, щоб закинути всі амбіції. Після школи Варнава подає документи в Московський державний університет культури. На жаль, дівчині не вдалося пройти конкурс, і вона вирішує вступити на юридичний факультет. Але і юристом попрацювати так не довелося. 
В березні 2017 року Служба безпеки України заборонила Варнаві в’їзд до України терміном п’ять років. Причина: учасниці Comedy Woman з Варнавою виступали 2016 року в окупованому Криму.
21 березня 2019 року Міністерство культури України доповнило Катериною Варнавою чорний список осіб, які загрожують національній безпеці України. 18 березня 2020 року Міністерство культури та інформаційної політики України виключило Варнаву зі списку.

## Кар'єра

### КВК
З 2003 року виступає за команду КВК «Свої секрети», з 2005 за «Збірну малих народів» у форматі постійної сесії. Однак перша поява на телеекрані відбулося ще в 2004 році за ту ж «Збірну Малих Народів» в музичному конкурсі 1/4 фіналу сезону Прем'єр-ліги 2004 року (поки як запрошеного учасника).
Починаючи з фестивалю Прем'єр-ліги сезону 2005 Катерина Варнава грає за «Збірну Малих Народів» вже в постійному складі. Всього у 2005 році команда зіграла в Прем'єр-лізі п'ять ігор (включаючи фестиваль) і дійшла до фіналу, в якому посіла четверте місце. У цьому ж році «Збірна малих народів» взяла участь у фестивалі «Голосящий КиВиН 2005» з позаконкурсним виступом. Одночасно з виступами за «Збірну малих народів» в Прем'єр-лізі, Катерина грає за «Свої секрети» в сезоні Вищої української ліги, де доходить до півфіналу.
За підсумками Сочинського фестивалю «Голосящий КиВиН 2006» Катерина Варнава разом зі «Збірній малих народів» запрошується до Вищої ліги КВК. Однак у першій же грі (1/8 фіналу) команду чекає невдача, і «Збірна малих народів» припиняє участь в сезоні 2006 року. Команда також бере участь в юрмальському фестивалі «Голосящий КиВиН 2006» з позаконкурсним виступом, але в підсумкову телевізійну версію не потрапляє. Втім, Катерина Варнава та Марія Кравченко потрапляють в ефір завдяки участі в запису фінальної пісні фестивалю. В цьому ж році Катерина в складі «Своїх секретів» стає чемпіоном ліги Поволжі після нічиєї в фіналі з самарським соком.
Після Сочинського фестивалю «Голосящий КиВиН 2007» «Збірна Малих Народів» фактично припиняє своє існування, і з цього моменту Катерина Варнава грає тільки за команду «Свої секрети», яка з 2007 року представляє Московський фінансово-юридичний університет. «Свої секрети» потрапляють в телевізійну версію фестивалю, а також запрошуються в сезон Вищої ліги 2007. Центральними актрисами команди є Катерина Варнава та Марія Кравченко, які також беруть участь в запису фінальної пісні фестивалю. У своїй грі на етапі 1/8 фіналу команда «Свої секрети» займає четверте місце, припиняє участь в сезоні Вищої ліги і переходить в Прем'єр-лігу. У чвертьфіналі Прем'єр-ліги «Свої секрети» займають третє місце і не проходять до півфіналу. В цьому ж році Катерина в складі «Своїх секретів» з позаконкурсним виступом потрапляє в телевізійну версію Юрмальського фестивалю «Голосящий КиВиН 2007» .
Свій останній сезон в КВК також грає за «Свої секрети». Як і в попередньому році, команда в своїй 1/8 фіналу займає четверте місце і припиняє участь в сезоні Вищої ліги 2008. На юрмальському фестивалі «Голосящий КиВиН 2008» «Свої секрети» повторюють долю «Збірній малих народів» в 2006 році: в підсумкову телевізійну версію виступ команди не потрапляє, а Марія і Катерина знову з'являються в ефірі під час виконання відкриває і фінальної пісень фестивалю. Останню свою гру в КВК Катерина Варнава зіграла в складі Збірної Москви на Спецпроєкт КВК 2008.
Брала участь в КВК «Поза грою». Один раз як учасниця «Збірній малих народів» (випуск № 14) і кілька разів як учасниця команди «Свої секрети» (випуски № 11, 16-19, 21, 24, 26-27). Була ведучою випуску № 15 (разом з Олександром Масляковим-молодшим і Марією Кравченко).

### Телебачення
З першого випуску в 2008 році бере участь у телевізійній передачі «Comedy Woman», а також займається постановкою хореографічних номерів. З 27 серпня по 10 вересня 2012-го ведуча програми «НТВ зранку» (НТВ). Також була однією з ведучих програми «Битва хорів» на каналі «Росія-1». У 2014 році стала ведучою українського телевізійного проєкту «Хто зверху», замінивши Ольгу Фреймут.
2015 року стала провідною телепроєкту Першого каналу «Танцюй!». У липні 2015 року спільно з Наталією Андріївною знялася в початковій версії кліпу «Рекорд Оркестр» — «Лада Седан».

### Фільмографія
| Рік в кіно | Фільм             | Роль                     |
| ---------- | ----------------- | ------------------------ |
| 2005       | Від 180 і вище    |                          |
| 2008       | Універ            | камео (154 серія)        |
| 2012       | Щасливі разом     | камео                    |
| 2012       | 8 перших побачень | Ілона                    |
| 2012       | Деффчонкі         | камео (сезон 4 серія 10) |
| 2013       | Студія 17         | Міла                     |
| 2015       | Сашатаня          | камео (154 серія)        |
| 2015       | Дабл трабл        | Олександра               |